# Wann Langston, Jr.
Wann Langston, Jr.   (Oklahoma City, 10 de juliol de 1921 - Austin, 7 d'abril de 2013) va ser un paleontòleg i professor estatunidenc de la Universitat de Texas a Austin. Ha treballat en una sèrie de rèptils i amfibis diferents durant la seva llarga carrera, començant amb la seva descripció el 1950 del dinosaure teròpode Acrocanthosaurus (juntament amb John Willis Stovall. Langston fou contractat pel Museu Nacional del Canadà el 1954 per a substituir Charles M. Sternberg, i treballà a l'oest del Canadà fins al 1962. Una de les seves troballes principals fou el redescobriment del jaciment de paquirinosaures de Scabby Butte de Sternberg. El 1969 marxà a la Universitat de Texas, esdevenint el segon director del Laboratori de Paleontologia dels Vertebrats, on treballà en molts projectes, incloent-hi recerca sobre vertebrats del Cretaci del Parc Nacional de Big Bend. Les troballes sobre les quals treballaren ell i els seus alumnes inclouen el pterosaure gegant Quetzalcoatlus i una varietat de rèptils del Permià i el Mesozoic. Es retirà el 1986, però ha continuat actiu en el seu camp. El 2007, Langston fou el vintè guardonat amb la Medalla A. S. Romer-G. G. Simpson de la Societat de Paleontologia dels Vertebrats, l'honor més alt de la societat.
Els animals anomenats per Langston inclouen l'acrocantosaure (1950), el dinosaure hadrosàurid Lophorhothon (1960), i el microsaure Carrolla (1986); l'espècie de teròpode Saurornitholestes langstoni fou anomenada en honor seu.

## Selecció de publicacions
- Stovall, J.W., & W. Langston, Jr. 1950. Acrocanthosaurus atokensis, a new genus and species of Lower Cretaceous Theropoda from Oklahoma. American Midland Naturalist 43(4):686-728.
- Langston, Jr., W. 1952. The first embolomerous amphibians from New Mexico. Journal of Geology 61(1):68-71.
- Langston, Jr., W., & J.W. Durham. 1955. A sauropod dinosaur from Colombia. Journal of Paleontology 29(6):1047-1051.
- Langston, Jr., W. 1959. Anchiceratops from the Oldman Formation of Alberta. National Museum of Canada Natural History Papers 3:1-11.
- Langston, Jr., W. 1960. The vertebrate fauna of the Selma Formation of Alabama. Part VI. The dinosaurs. Fieldiana: Geology Memoirs 3(6):315-361.
- Langston, Jr., W. 1967. The thick-headed ceratopsian dinosaur Pachyrhinosaurus (Reptilia: Ornithischia), from the Edmonton Formation near Drumheller, Canada. Canadian Journal of Earth Sciences 4:171-186.
- Langston, Jr., W. 1974. Nonmammalian Comanchean tetrapods. Geoscience and Man 8:77-102.
- Langston, Jr., W. 1975. The ceratopsian dinosaurs and associated lower vertebrates from the St. Mary River Formation (Maestrichtian) at Scabby Butte, southern Alberta. Canadian Journal of Earth Sciences 12:1576-1608.
- Langston, Jr., W. 1976. A late Cretaceous vertebrate fauna from the St. Mary River Formation in western Canada. in Churcher, C.S. (ed.): Athlon. Toronto: Royal Ontario Museum, 114-133.
- Langston, Jr., W. 1986. Carrolla craddocki; a new genus and species of microsaur from the Lower Permian of Texas. The Pearce-Sellards series (43)1-20.